# Agaleptus drumonti
Agaleptus drumonti är en skalbaggsart som beskrevs av Karl Adlbauer 2007. Agaleptus drumonti ingår i släktet Agaleptus och familjen långhorningar. Inga underarter finns listade i Catalogue of Life.